# 団地のふたり
『団地のふたり』（だんちのふたり）は、藤野千夜による小説。
動画配信サービスのU-NEXTが会員向けに提供するオリジナル書籍サービスから2022年3月1日に電子書籍の配信が開始され、その後、2022年3月31日に紙の書籍でも一般販売が開始された。
55歳、独身、幼なじみ。イラストレーターなのに現在はフリマアプリで生計を立てる桜井奈津子（なっちゃん）と、非常勤講師の仕事で日々ストレスを抱えている太田野枝（ノエチ）。生家の団地に戻ってきた2人の友情を描いた作品。
2024年7月10日に双葉文庫より発売された。
2024年9月1日よりNHK BS「プレミアムドラマ」枠でテレビドラマを放送された。

## あらすじ
主人公の太田野枝と桜井奈津子。2人は昔からの知り合いだった。そんな2人が団地で助け合いながら暮らしていく。

## 登場人物
桜井奈津子（さくらい なつこ）
55歳。イラストレーター。あだ名は「なっちゃん」。料理がとても上手い。イラストレーターなだけあって絵がとても上手い。最近は仕事がなく、自分や野枝、団地のおじちゃん、おばちゃんから預かった不用品をフリマとネットオークションで売り、それが趣味と実益を兼ねている。
太田野枝（おおた のえ）
55歳。奈津子の友人。あだ名は「ノエチ」。料理がとても下手。子供時代は「神童」と言われた。勉強、特に国語がとても得意。博士号も取っている。本人曰く、グズなのにカリカリしているから「グズカリ」。一度は結婚したが離婚、バツイチになって生家の団地に戻り、大学の非常勤講師として頑張っている。

## 書誌情報
- 藤野千夜『団地のふたり』2022年3月31日発売、U-NEXT、ISBN 978-4-910207-32-2
- 藤野千夜『団地のふたり』2024年7月10日発売、双葉文庫、ISBN 978-4-575-52765-0

## テレビドラマ
2024年9月1日から11月3日までNHK BSおよびNHK BSプレミアム4K「プレミアムドラマ」枠で放送された。主演は小泉今日子と小林聡美。

### キャスト

#### 主要人物
太田野枝
演 - 小泉今日子（保育園時代：伊藤かれん）
大学の非常勤講師(「日本文学研究特講２BⅡ」担当)。大雑把なようでいて真面目。バツイチ。
桜井奈津子
演 - 小林聡美（保育園時代：中桐優）
イラストレーター。几帳面で料理上手。独身。

#### 周辺人物
太田節子
演 - 丘みつ子
野枝の母。専業主婦。娘の将来はちょっと心配。
佐久間絢子
演 - 由紀さおり
野枝と奈津子の昔からのご近所さん。
福田陽子
演 - 名取裕子
謎多き妖艶なご近所さん。
太田厚志
演 - 杉本哲太
野枝の兄。塗装会社社長。
田川賢一
演 - 塚本高史
最近団地に越してきたシングルファザー。
田川春菜
演 - 大井怜緒
賢一の娘。小学4年生。両親が離婚し、賢一と二人暮らし。
東山徹生
演 - ベンガル
団地きってのご意見番。
太田昌夫
演 - 橋爪功
野枝の父。サラリーマンを引退後、団地自治会の理事長になった。
北島
演 - 伊藤洋三郎
団地の屋外清掃担当。太極拳サークルの講師も務める。
尹（ユン）
演 - ユン・ソンモ
韓国人留学生。コンビニエンスストア「Hot Stop」のアルバイト店員。
喫茶店「まつ」マスター
演 - 西久保治好
美羽
演 - 藤丸千
喫茶店「まつ」看板娘

#### ゲスト

##### 第3話
春日部靖
演 - 仲村トオル
野枝・奈津子と小・中学校の同級生で、野枝の初恋の人。
春日部恵子
演 - 島かおり
靖の母。昔はPTAの役員として活躍したしっかり者の女性。

##### 第4話
森山龍之介
演 - ムロツヨシ
著名フラワーアーティスト。ゲイの恋人と団地に越してきた。

##### 第5話
鈴木沙耶香
演 - 田辺桃子
幼い男児2人を子育て中のヤンママ。
鈴木翔太
演 - 前田旺志郎
沙耶香の夫で大工。

##### 第6話
中澤暖
演 - 眞島秀和（第7話）
イラストレーター。野枝・奈津子と古くからの知り合い。
結城祐子
演 - 市毛良枝（第7話）
野枝・奈津子の保育園時代の同級生・空ちゃん（演 - 英茉）の母。空ちゃんは小学生の時に小児がんで亡くなった。

### スタッフ
- 原作 - 藤野千夜[1]
- 脚本 - 吉田紀子[1]
- 音楽 - 澤田かおり[4]
- 演出 - 松本佳奈、金澤友也（テレパック）[1]
- 制作統括 - 八木康夫（テレパック）[1]、勝田夏子（NHK）[4]
- 制作 - NHKエンタープライズ

### 放送日程
| 放送回 | 放送日   | 演出     |
| ------ | -------- | -------- |
| 第1話  | 09月01日 | 松本佳奈 |
| 第2話  | 09月08日 | 松本佳奈 |
| 第3話  | 09月15日 | 松本佳奈 |
| 第4話  | 09月22日 | 金澤友也 |
| 第5話  | 09月29日 | 金澤友也 |
| 第6話  | 10月06日 | 松本佳奈 |
| 第7話  | 10月13日 | 松本佳奈 |
| 第8話  | 10月20日 | 金澤友也 |
| 第9話  | 10月27日 | 金澤友也 |
| 最終話 | 11月03日 | 松本佳奈 |

| NHK BSプレミアム4K・NHK BS プレミアムドラマ   | NHK BSプレミアム4K・NHK BS プレミアムドラマ | NHK BSプレミアム4K・NHK BS プレミアムドラマ     |
| 前番組                                        | 番組名                                      | 次番組                                          |
| --------------------------------------------- | ------------------------------------------- | ----------------------------------------------- |
| エンジェルフライト （2024年6月9日 - 7月14日） | 団地のふたり （2024年9月1日 - 11月3日）     | 一橋桐子の犯罪日記 （2024年11月10日 - 12月8日） |